# 二十20国际赛

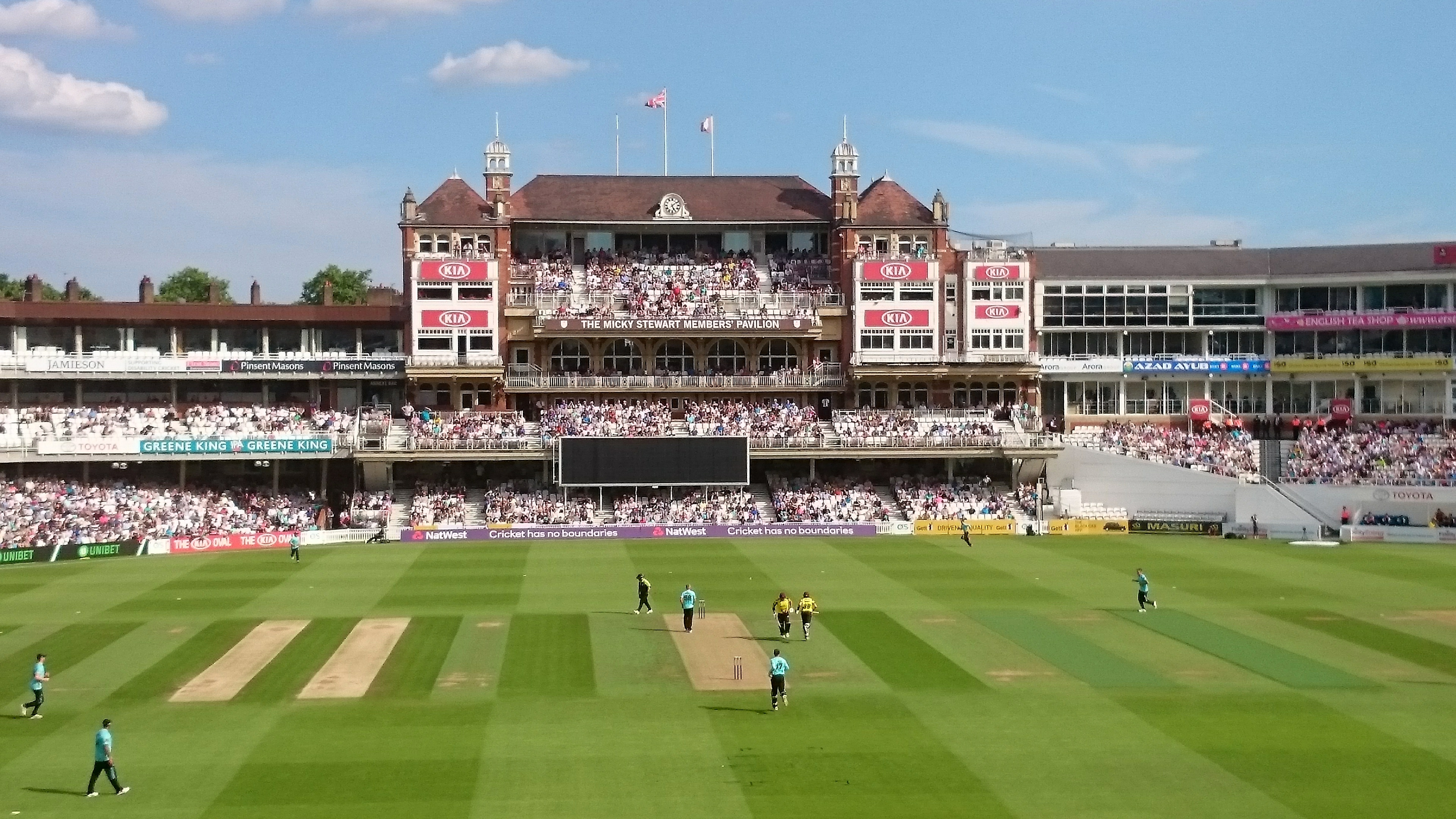
二十20国际赛

二十20国际赛是一項由國際板球理事會成員國國家隊參與的二十20板球賽事。首场二十20国际赛于2005年2月17日舉行，對陣雙方分別是澳大利亞國家板球隊和新西蘭國家板球隊。 
2010年代起，二十20国际赛的比赛场次越來越多。2016年，二十20国际赛的賽事達到100场，首次超过了国际板球一日的賽事數量（99场）。 